# Chelonus gracitis
Chelonus gracitis är en stekelart som först beskrevs av Lozan och Vladimir Ivanovich Tobias 2006.  Chelonus gracitis ingår i släktet Chelonus och familjen bracksteklar. Inga underarter finns listade i Catalogue of Life.